# Evangelický kostel (Rovečné)
Evangelický kostel v Rovečném je kostel sboru Českobratrské církve evangelické v obci Rovečné v okrese Žďár nad Sázavou a byl postaven v letech 1897–1898. Je památkově chráněn od roku 2006. Kostel je jednou z dominant obce Rovečné i širokého okolí. Je využíván k pravidelným bohoslužbám.

## Historie
Tento evangelický kostel byl postaven v letech 1897–1898 v novorenesančním stylu podle projektu Jana Šíra z Nového Města na Moravě. Nahradil původní modlitebnu z roku 1784, která místnímu sboru kapacitně nevyhovovala. Věž byla opatřena třemi zvony a hodinami. Slavnostní otevření nového kostela se uskutečnilo 28. srpna roku 1898, čtyři roky po nástupu faráře Františka Ilka, který zde působil v letech 1894–1926.
Za první světové války byly dva ze zvonů zabaveny pro válečné účely, nové byly doplněny až při opravě kostela v roce 1929. Po druhé světové válce zde zůstal pouze nejmenší ze zvonů a teprve roku 1971 byly pořízeny zvony nové.
U příležitosti 100. výročí postavení kostela v roce 1998 došlo k obnovení tradice společného zvonění obou rovečínských kostelů o sobotních podvečerech (v obci je i katolický kostel sv. Martina).

## Popis[2]
Kostel je obdélníková stavba se sedlovou střechou, pětibokou apsidou a věží s jehlancovou střechou nad vstupem. Sedlová střecha je pokrytá krytinou z měděného plechu. Na bočních fasádách kostelní lodi je pětice vysokých půlkruhově zakončených oken, v presbyteriu pak dvojice menších oken a jedno kruhové okno s barevnou vitráží. Na vstupním průčelí kostela jsou tři vstupy.
Interiér kostela je cenný především díky využití litinových prvků. Loď kostela je pomocí litinových sloupů rozdělena na hlavní loď a dvě boční lodě s plochým kazetovým stropem. Trojlodní interiér člení štíhlé litinové sloupy s kanelovanými dříky a ozdobnými hlavicemi. Na vstupní straně i obou bočních stranách kostela se v patře nachází kruchta, na níž jsou umístěny lavice a varhany. Varhany postavila firma Tuček z Kutné Hory, truhlářské práce v interiéru chrámu provedla místní firma Gregor.
Kostel je obklopený hřbitovem včetně hřbitovní zdi a je památkově chráněn.

## Opravy a renovace
Interiér kostela byl obnoven v letech 1997-1998.
V roce 2000 bylo instalováno noční osvětlení kostela.
Obnova fasády kostela probíhala od roku 2006. Nejdříve byla provedená obnova lodě a v roce 2007 byla dokončena obnova věže v průčelí kostela.
Další opravy, na které přispíval Kraj Vysočina, byly tyto: oprava krovu a střechy kostela v roce 2012, oprava věže v roce 2018 a oprava části krovu v roce 2019.

## Galerie

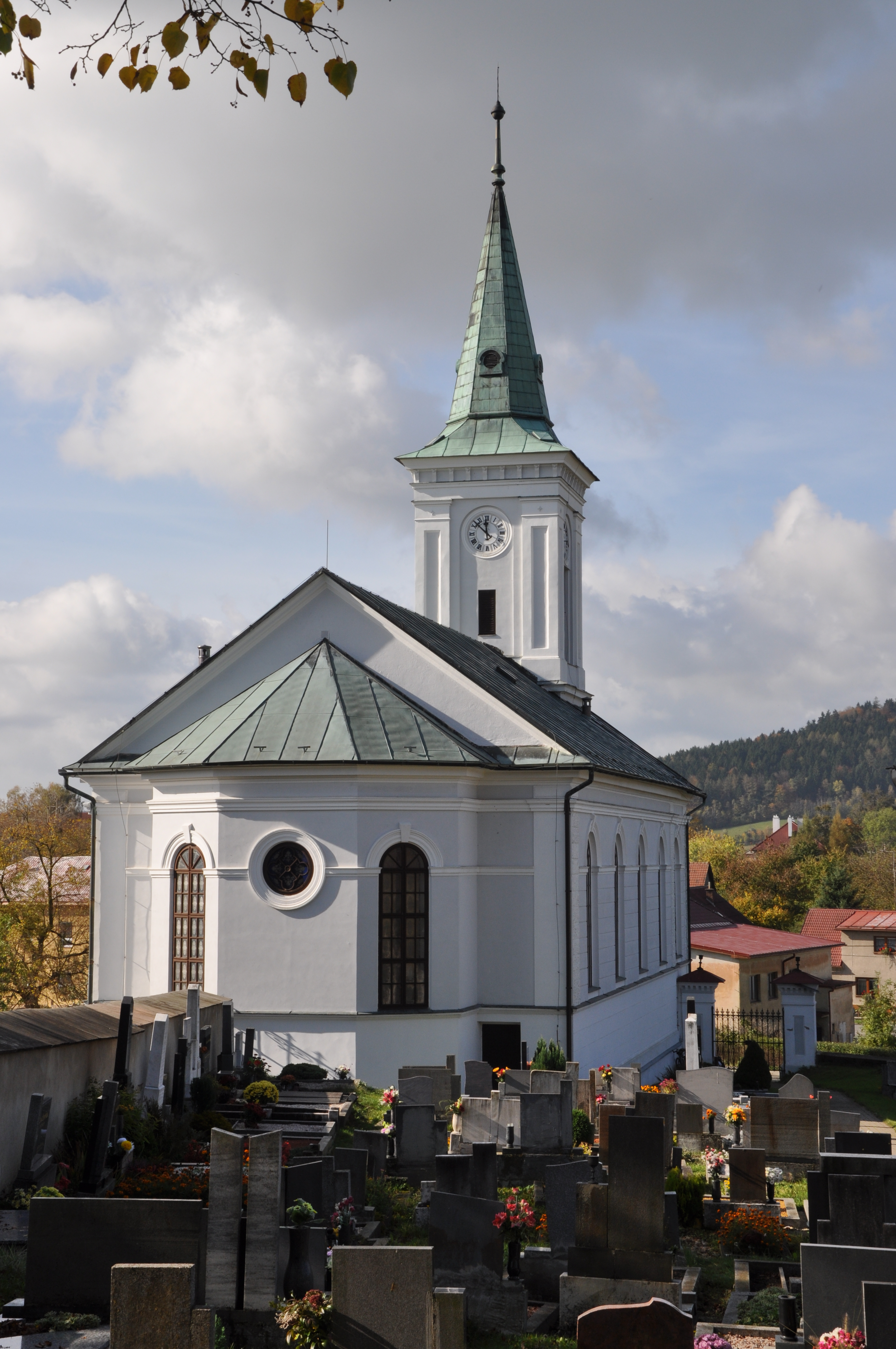
Kněžiště kostela zezadu
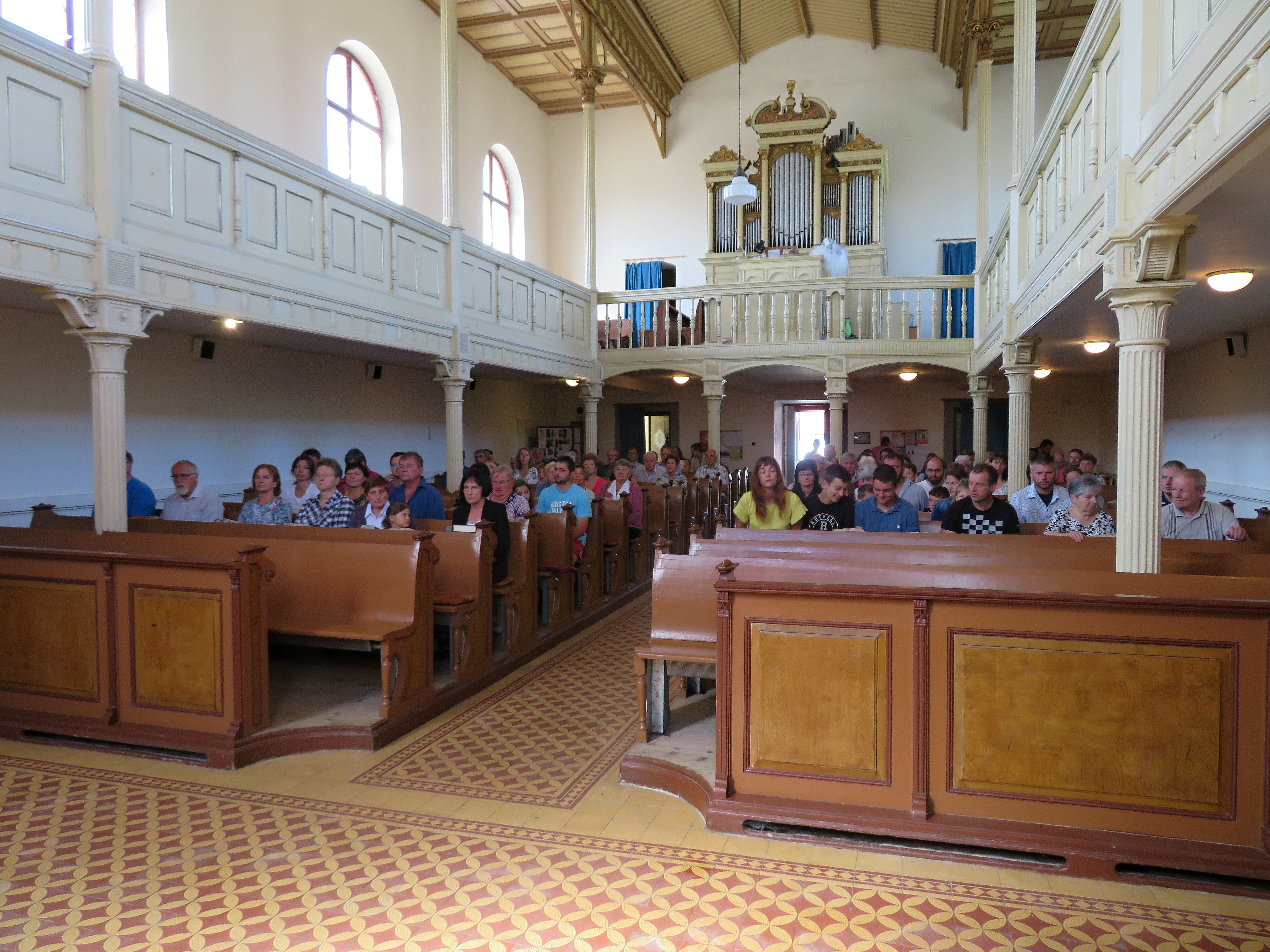
Interiér kostela
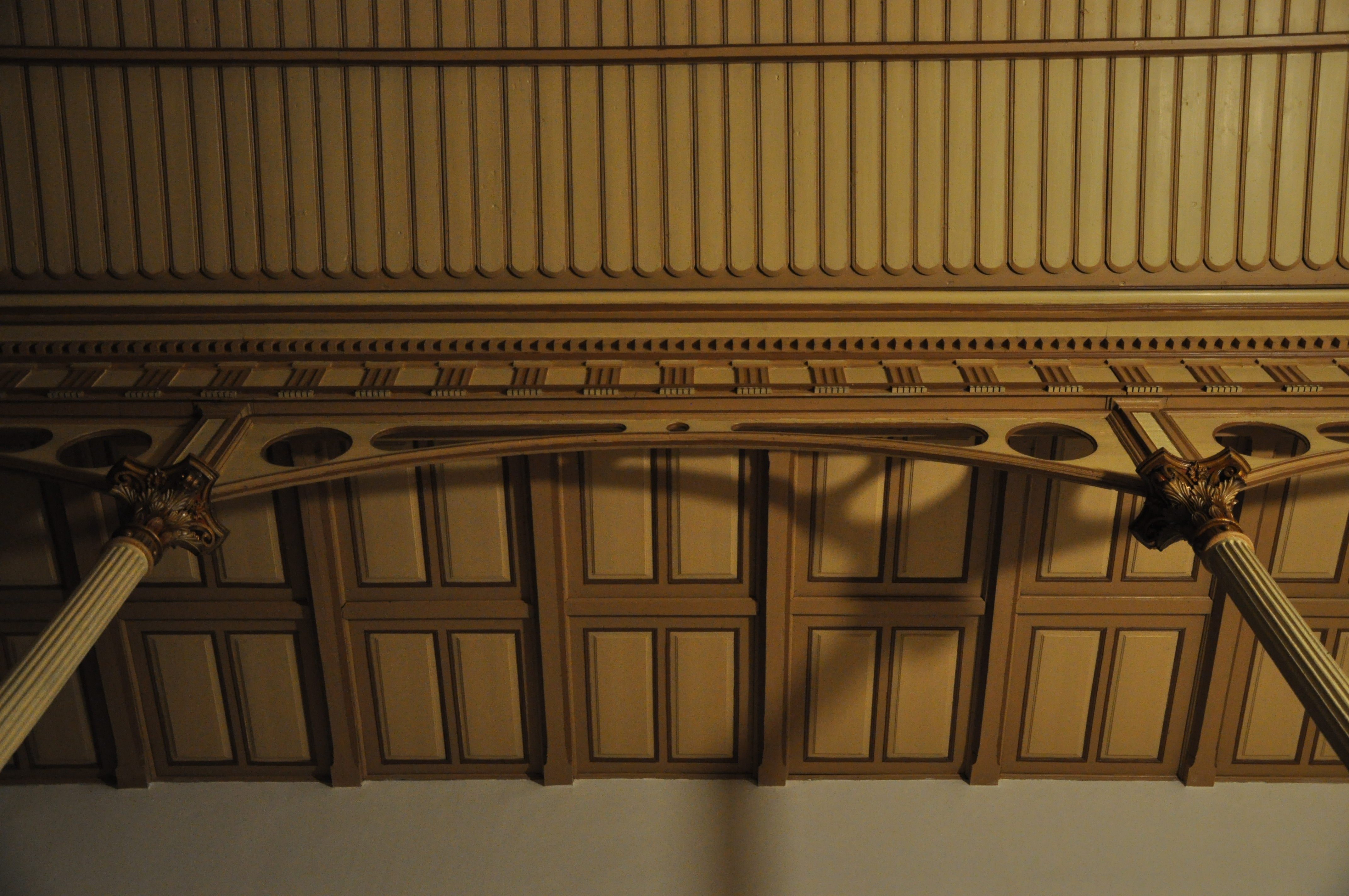
Kazetový strop
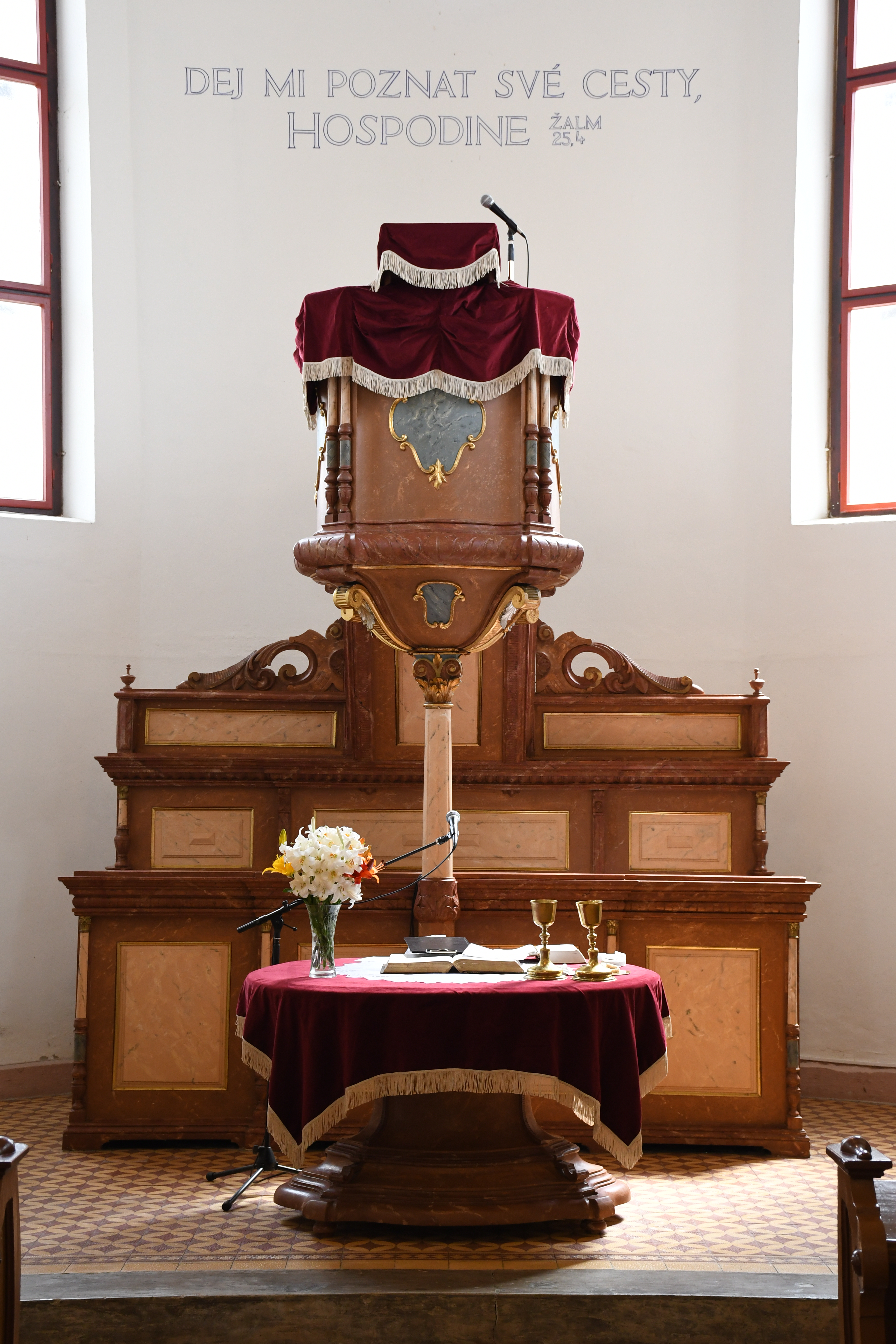
Presbyterium (kněžiště)